# Finští Švédové

Neoficiální vlajka švédskojazyčných Finů

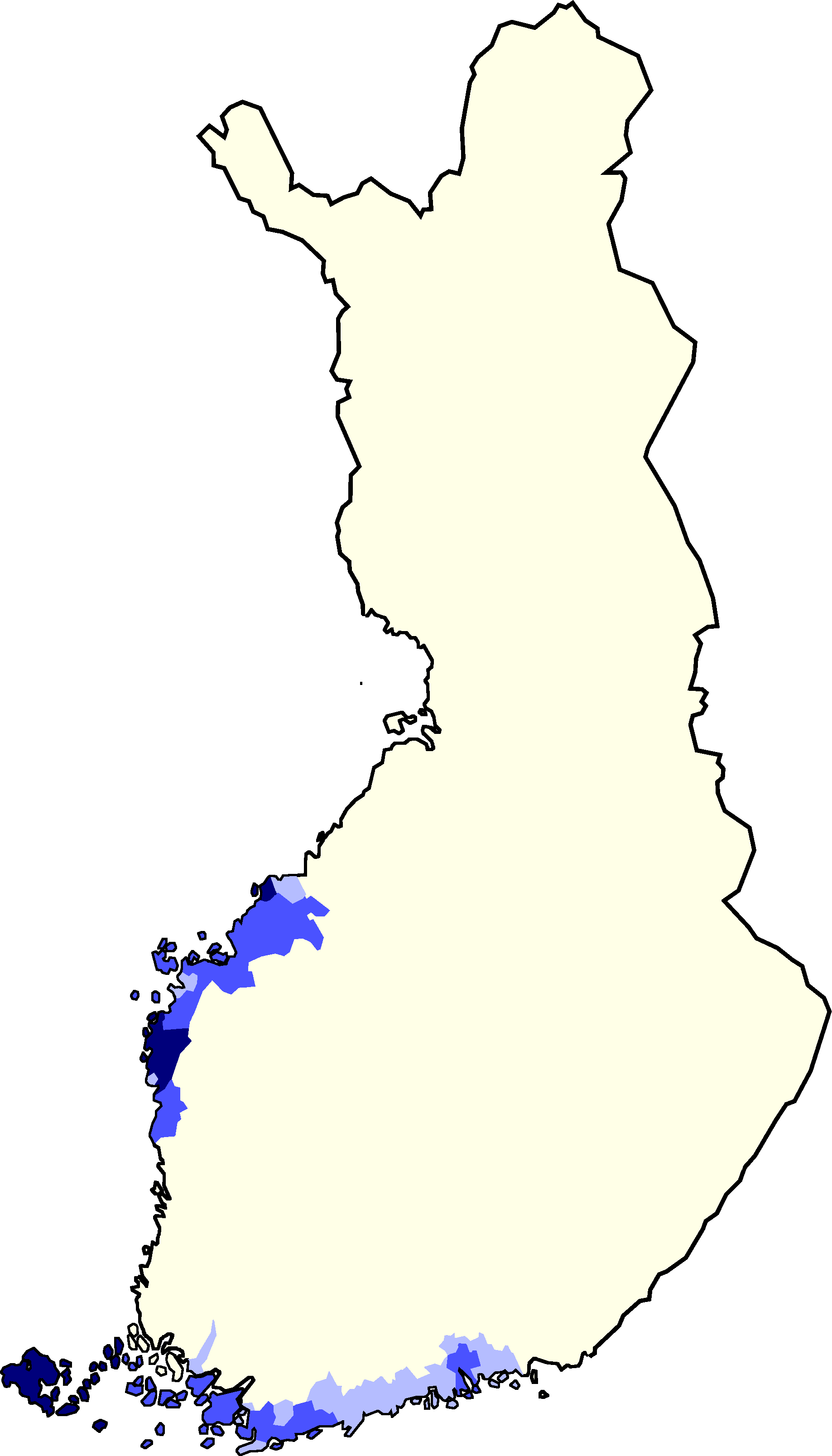
Oblasti se švédskojazyčným obyvatelstvem na západě a jihu Finska (modře)

Finští Švédové nebo švédskojazyční Finové (švédsky finlandssvenskar, finsky suomenruotsalaiset) jsou jazyková menšina ve Finsku žijící na pobřeží Botnického a Finského zálivu. Jsou považováni za součást finského národa nebo za etnickou menšinu, případně za samostatnou národnost. Z jejich řad se rekrutovala i řada finských buditelů a bojovníků za nezávislost, včetně „největšího Fina“ C. G. E. Mannerheima.
Finští Švédové hovoří specifickou variantou švédštiny, ovlivněnou finštinou (např. ve výslovnosti). Rodilých švédských mluvčích je ve Finsku 275 000, plus 25 000 na autonomních Alandech, což znamená 5,5 % celkové populace (5,1 % nepočítaje Alandy).

## Významné osobnosti
Hudebníci
- Jean Sibelius

Politici a vojáci
- Carl Gustaf Emil Mannerheim
- Elisabeth Rehnová
- Johan Vilhelm Snellman
- Kaarlo Juho Ståhlberg
- Alexander Stubb
- Pehr Evind Svinhufvud
- Kurt „Martti“ Wallenius

Spisovatelé
- Bo Carpelan
- Tove Janssonová
- Johan Ludvig Runeberg
- Märta Tikkanenová

Sportovci
- Niklas Bäckström
- Marcus Grönholm

Vědci
- Andrej Ivanovič Lexell
- Johan Gadolin
- Linus Torvalds
- Michael Widenius